# A Tale of Two Worlds
A Tale of Two Worlds é um filme norte-americano lançado em 1921.